# La isla de las tentaciones
La isla de las tentaciones és un reality show espanyol produït per Cuarzo Producciones i emès a Telecinco, des del 9 de gener de 2020. El programa està basat en el format estatunidenc d'èxit internacional Temptation Island. La presentació del programa ha estat assumida per Sandra Barneda, que va substituir Mónica Naranjo, mentre que Carlos Sobera es va encarregar del programa de debat associat.
La novena temporada del programa de telerrealitat es va rodar a la República Dominicana entre el 30 de juny i el 21 de juliol de 2025. Aquesta edició va incorporar canvis en l'estratègia de selecció, incloent per primera vegada un càsting obert al públic a través de la web oficial.

## Format
Cinc parelles participen en el programa amb l'objectiu de posar a prova les seves relacions mentre conviuen separades en dues luxoses viles amb un grup de solters i solteres anomenats «temptadors». Al llarg de l'experiència, els participants s'enfronten a diferents trobades periòdiques on poden veure imatges de la convivència de la seva parella amb els temptadors de l'altra vila. També tenen l'opció de demanar, quan vulguin, una trobada de confrontació, on es retroben amb la seva parella cara a cara. A més, el programa organitza cites fora de les viles, en les quals cada membre de la parella tria el seu solter preferit per gaudir d'una cita en la intimitat. Finalment, les parelles es retroben en una trobada final on veuen imatges del que ha succeït durant l'experiència i decideixen si volen abandonar el programa junts, separats o amb un dels temptadors.